# Sloanea jamaicensis
Sloanea jamaicensis är en tvåhjärtbladig växtart som beskrevs av William Jackson Hooker. Sloanea jamaicensis ingår i släktet Sloanea och familjen Elaeocarpaceae. Inga underarter finns listade i Catalogue of Life.